# Roraima
Il Roraima è uno Stato del Brasile, localizzato nella sezione settentrionale del Paese. Confina a nord con il Venezuela, a est con la Guyana ed il Pará, a sud con l'Amazonas e a ovest con il Venezuela e l'Amazonas. Lo stato ha lo 0,3% della popolazione brasiliana e produce lo 0,17% del PIL brasiliano.

## Geografia fisica
Il clima è tropicale con una temperatura media annua di 26 °C. Gran parte del territorio è coperto dalla foresta amazzonica, ad eccezione di una piccola fascia di savana a est. Lo Stato è ricco di depositi minerari (oro, diamanti, cassiterite, bauxite e rame). Questa ricchezza è spesso fonte di scontri con gli indios, tra i quali spiccano gli Yanomami.
Lo Stato ospita il Parco nazionale del Monte Roraima, situato attorno all'omonimo monte che costituisce la seconda vetta più alta del Brasile (2.727 m).

## Storia
Nel 1943 il governo federale decise di separare l'attuale Roraima dall'Amazonas. Chiamato inizialmente Rio Branco dal nome del fiume che vi scorre, il territorio fu ribattezzato "Roraima" nel 1962 e proclamato Stato nel 1988.

## Nome
Il nome dello Stato deriva dal Monte Roraima, che a sua volta ha origine dall'unione di due parole in lingua Pemon: roroi ("blu-verde") e ma ("largo").

## Bandiera

Bandiera del Roraima

Il blu della bandiera rappresenta il cielo e l'aria pura del Roraima, la striscia bianca simboleggia la pace, il verde a destra le foreste e i campi. La stella, simbolo dello Stato che richiama la stella Wezen del Cane Maggiore, è gialla, il colore dell'oro di cui è ricca la zona. La linea rossa nella parte inferiore rappresenta l'Equatore che attraversa lo Stato. La bandiera fu disegnata dall'artista Mário Barreto e fu adottata con la legge numero 133 il 14 giugno 1996.